# نهى (اسم)
نُهى هو اسم علم شخصي مؤنث عربي ومعناه العقل والنهي عن كل ما ينافي العقل.

## الشخصيات
- نهى نبيل شاعرة كويتية
- نهى عابدين ممثلة مصرية
- نهى العمروسي ممثلة مصرية
- نهى الراضي فنانة خزف عراقية
- نهى زعرب قعوار شاعرة فلسطينية
- نهى عجاج مغنية سودانية
- نهى شريف نحاتة سعودية
- نهى عبد ربه لاعبة تايكواندو مصرية